# Rose (namn)
Rose är på flera europeiska språk namnet på blommor och blommande växter som på svenska heter ros, vetenskapligt namn Rosa. Ordet förekommer som efternamn och som ett könsneutralt förnamn. 

## Personer med förnamnet Rose
- Rose (sångare) (född 1978), fransk sångerska
- Rosé (sångerska) (född 1997), en sångerska och låtskrivare från Nya Zeeland
- Rose Ausländer (1901–1988), tysk- och engelskspråkig poet
- Rose Coghlan  (1851–1932), amerikansk skådespelare
- Rose Lagercrantz (född 1947)), svensk författare
- Rose Leslie (född 1987), brittisk skådespelare
- Rose McIver (född 1988), nyzeeländsk skådespelare
- Rosa Meyer (1795–1886), svensk innehavare av servering, känd som "mamsell Rose" (ofta skrivet "mamsell Roos") i punschvisan och sångleken Ritsch, ratsch, filibom
- Rose Troche, amerikansk regissör
- Rose Williams (född 1994), engelsk skådespelare

### Fiktiva personer
- Rose Tyler – Doktorns främsta följeslagare i de första två säsongerna av nya Doctor Who